# Acalypha haploclada
Acalypha haploclada é uma espécie de flor do gênero Acalypha, pertencente à família Euphorbiaceae.